# Кръвопреливане
Кръвопреливането (на латински: haemotransfusio, хемотрансфузия) е процедура, при която се прехвърлят кръв или кръвни продукти в кръвоносната система на човека.
Кръвопреливането може да бъде наложено от директна заплаха за живота в някои ситуации, например значителна загуба на кръв поради травма или начин за компенсиране на кръвта, загубена по време на операция. Това е животоспасяваща манипулация, която може да се извърши само с кръв от дарител, който има съвместима с кръвта на приемателя кръвна група. Съобразява се със системата АВ0 и Rh.
При несъответствие на кръвната група или неспазване на мерките за безопасно кръвопреливане, могат да настъпят различни по степен усложнения, известни като хемотрансфузионни усложнения.

## Видове кръвопреливане
Някога кръвопреливането се е осъществява чрез директно пренасяне на кръвта от дарителя към приемателя (директно кръвопреливане). С развитието на медицината и методите за вземане и консервиране на кръв, е станало възможно кръвта да бъде предварително взета от дарителя, за да бъде прелята на по-късен етап в кръвоносната система на приемателя (индиректно кръвопреливане).
Днес директното кръвопреливане има само историческа стойност, а в практиката се използват методите на индиректното кръвопреливане.
Според вида на източника, кръвопреливането може да бъде хетероложно и автоложно. При хетероложното кръвопреливане се прелива кръв от един човек на друг. Автоложното кръвопреливане представлява внасянето на предварително взета собствена кръв.